# 바르셀로나 조약
바르셀로나 조약은 프랑스와 아라곤 연합 왕국 사이에 1493년 1월 19일에 체결된 조약이다. 이 협의내용은 프랑스가 루시용과 세르다뉴를 아라곤 왕국에 돌려주며 그 대신에 아라곤은 프랑스가 이탈리아내에서 오스만에 대한 군사작전에 개입하지 않기로 했다.
그 두 지역들은 이전 세기에 프랑스로부터 아라곤의 왕이 300,000 크라운을 빌려 담보로 잡혀있는 상태였고, 1462년에 빚이 지불되지 않자 프랑스에게 점령당하였다. 1493년 바르셀로나 조약을 통한 프랑스의 의도는 그의 이탈리아 침입 계획 이전에 잠재적 적들을 달래기 위한 샤를 8세의 바람이었다.